# 名古屋法務局
名古屋法務局（なごやほうむきょく）は、名古屋市にある法務省の地方支分部局で、愛知県を管轄している。
なお、局長は管内の地方法務局を指揮監督する。また、直接の登記事務の管轄（本局としての管轄）として、不動産登記は名古屋市（中区、東区、北区、中村区、西区、昭和区）、清須市、北名古屋市、西春日井郡（豊山町）、商業・法人登記は名古屋市全域、西春日井郡（豊山町）、清須市、北名古屋市、日進市、長久手市、愛知郡（東郷町）、豊明市、春日井市、瀬戸市、犬山市、小牧市、尾張旭市、丹羽郡（大口町・扶桑町）、一宮市、江南市、稲沢市、岩倉市、津島市、愛西市、弥富市、あま市、海部郡（大治町・蟹江町・飛島村）、半田市、常滑市、東海市、大府市、知多市、知多郡（阿久比町・武豊町・東浦町・美浜町・南知多町）を管轄している。

## 管内支局・出張所
- 本局
  - 熱田出張所
  - 名東出張所
- 春日井支局
- 津島支局
- 一宮支局
- 半田支局
- 岡崎支局
三河地方の商業・法人登記を管轄している。
- 刈谷支局
- 豊田支局
- 西尾支局
- 豊橋支局
  - 豊川出張所
- 新城支局

## 管内地方法務局

### 津地方法務局
津地方法務局（つちほうほうむきょく）は、津市にある法務省の地方支分部局で、三重県を管轄している。また、直接の登記事務の管轄（本局としての管轄）として、不動産登記は津市、亀山市を管轄し、商業・法人登記は県全域を管轄している。

#### 管内支局・出張所
- 本局
  - 鈴鹿出張所
- 桑名支局
- 四日市支局
- 伊賀支局
- 松阪支局
- 伊勢支局
- 熊野支局
  - 尾鷲出張所
- かつてあった支局・出張所
  - 阿児出張所
  - 名張出張所
  - 亀山出張所
  - 菰野出張所
  - 御浜出張所
  - 伊賀出張所
  - 鳥羽出張所
  - 白山出張所
  - 飯南出張所
  - 大台出張所
  - 南勢出張所
  - 員弁出張所
  - 紀伊長島出張所

### 岐阜地方法務局
岐阜地方法務局（ぎふちほうほうむきょく）は、岐阜市にある法務省の地方支分部局で、岐阜県を管轄している。また、直接の登記事務の管轄（本局としての管轄）として、不動産登記は岐阜市、各務原市、山県市、羽島市、瑞穂市、本巣市、羽島郡（岐南町、笠松町）、本巣郡（北方町）を管轄し、商業・法人登記は県全域を管轄している。

#### 管内支局・出張所
- 本局
- 大垣支局
- 美濃加茂支局
- 八幡支局
- 多治見支局
- 中津川支局
- 高山支局
- かつてあった支局・出張所
  - 御嵩支局
  - 揖斐川出張所
  - 高富出張所
  - 北方出張所
  - 各務原出張所
  - 羽島出張所　※跡地は笠松町松枝みなみ会館。
  - 養老出張所
  - 関出張所
  - 美濃出張所
  - 白鳥出張所
  - 土岐出張所
  - 瑞浪出張所
  - 恵南出張所
  - 付知出張所
  - 恵那出張所
  - 可児出張所
  - 八百津出張所
  - 川辺出張所
  - 白川出張所
  - 七宗出張所
  - 金山出張所
  - 下呂出張所
  - 萩原出張所
  - 古川出張所
  - 神岡出張所

### 福井地方法務局
福井地方法務局（ふくいちほうほうむきょく）は、福井市にある法務省の地方支分部局で、福井県を管轄している。また、直接の登記事務の管轄（本局としての管轄）として、不動産登記は福井市、大野市、勝山市、あわら市、坂井市、吉田郡（永平寺町）を管轄し、商業・法人登記は県全域を管轄している。

#### 管内支局・出張所
- 本局
- 武生支局
- 敦賀支局
- 小浜支局
- かつてあった支局・出張所
  - 大野支局 : 2010年3月23日本局へ統合
  - 丸岡出張所
  - 三国出張所
  - 金津出張所
  - 鯖江出張所
  - 織田出張所
  - 勝山出張所
  - 池田出張所
  - 三方出張所

### 金沢地方法務局
金沢地方法務局（かなざわちほうほうむきょく）は、金沢市にある法務省の地方支分部局で、石川県を管轄している。また、直接の登記事務の管轄（本局としての管轄）として、不動産登記は金沢市、かほく市、白山市、野々市市、能美郡（川北町）、河北郡（津幡町・内灘町）を管轄し、商業・法人登記は県全域を管轄している。

#### 管内支局・出張所
- 本局
- 小松支局
- 七尾支局
- 輪島支局
- かつてあった支局・出張所
  - 金沢西出張所 : 2011年10月11日本局へ統合

### 富山地方法務局
富山地方法務局（とやまちほうほうむきょく）は、富山市にある法務省の地方支分部局で、富山県を管轄している。また、直接の登記事務の管轄（本局としての管轄）として、不動産登記は富山市、中新川郡（上市町、立山町、舟橋村）を管轄し、商業・法人登記は県全域を管轄している。

#### 管内支局・出張所
- 本局
- 魚津支局
- 高岡支局
- 砺波支局
- かつてあった支局・出張所 
  - 射水出張所 : 2010年3月15日不動産を高岡支局へ、商業を本局へ統合